# Marquesado de la Granja (1748)
El marquesado de la Granja es un título nobiliario siciliano otorgado por el rey Carlos III de España el 19 de noviembre de 1748 a Andrés Lorenzo García de Samaniego y Montalvo, hijo de Juan Antonio García de Samaniego de la Serna y de su esposa Teresa de Montalvo y Verdesoto. El V marqués de la Granja obtuvo el 11 de febrero de 1873 el título de I marqués de la Granja de Samaniego del rey Amadeo I de España.

## Lista de los marqueses de la Granja[2]
|                                                   | Titular                                           | Periodo                                           |
| Título de Sicilia creado por Carlos III de España | Título de Sicilia creado por Carlos III de España | Título de Sicilia creado por Carlos III de España |
| ------------------------------------------------- | ------------------------------------------------- | ------------------------------------------------- |
| I                                                 | Andrés Lorenzo García de Samaniego y Montalvo     | 1748-1759                                         |
| II                                                | José Víctor García de Samaniego y Ulloa           | 1759-1810                                         |
| III                                               | Juan Climaco García de Samaniego y Díez de Tejada | 1810-1816                                         |
| Título de las Dos Sicilias                        |                                                   |                                                   |
| III                                               | Juan Climaco García de Samaniego y Díez de Tejada | 1816-1832                                         |
| IV                                                | José María García de Samaniego y del Castillo     | 1832-1863                                         |
| V                                                 | Manuel García de Samaniego y del Castillo         | 1863-1880                                         |